# Joseíto (futebolista)
José Iglesias Fernández, também conhecido como Joseíto (Zamora, 23 de dezembro de 1926 - Granada, 12 de julho de 2007), foi um jogador de futebol e treinador espanhol. Ele jogou como atacante e seu primeiro time foi Atlético Zamora. 

## Biografia
Joseíto jogou entre 1943 e 1944 na equipe de sua cidade, Atlético Zamora. Em seguida, passou pelo Real Valladolid, Unión Deportiva Salamanca e Racing de Santander.
Em 1951, assinou com o Real Madrid, clube com o qual foi Campeão do Campeonato Espanhol em quatro ocasiões nas temporadas 1953-54, 1954-55, 1956-57 e 1957-58, e da Liga dos Campeões da UEFA em 1956, 1957, 1958 e 1959.
Em 1959, ele assinou uma temporada com Levante Unión Deportiva e em 1960 ele se juntou a Rayo Vallecano .
Ele foi internacional pela Espanha em uma única partida em 1952, contra a Alemanha .
Após o fim da carreira, ele foi treinador do Celta de Vigo, Granada, Córdoba, Alavés, Tenerife, Real Murcia, Leganése Deportivo de La Coruña. 